# Heide Wollert
Heide Wollert, née le 16 mai 1982 à Halle-sur-Saale, est une judokate allemande.

## Palmarès international
| Année | Compétition                   | Lieu       | Résultat | Catégorie      |
| ----- | ----------------------------- | ---------- | -------- | -------------- |
| 2003  | Championnats d'Europe         | Düsseldorf | 2e       | Moins de 70 kg |
| 2006  | Championnats d'Europe         | Tampere    | 2e       | Moins de 70 kg |
| 2008  | Championnats d'Europe         | Lisbonne   | 1re      | Moins de 78 kg |
| 2008  | Championnats du monde de judo | Tokyo      | 3e       | Par équipes    |
| 2009  | Championnats d'Europe         | Tbilissi   | 3e       | Moins de 78 kg |
| 2009  | Championnats du monde         | Rotterdam  | 3e       | Moins de 78 kg |
| 2010  | Championnats du monde de judo | Antalya    | 2e       | Par équipes    |